# Iwan Bowkun-Ługaniec
Iwan Trofimowicz Bowkun, znany też jako Iwan Orelski i Iwan Bowkun-Ługaniec (ros.  Иван Трофимович Бовкун-Луганец (Орельский), ur. 1899 w Ługańsku, zm. 10 lipca 1939 k. Kutaisi) – rosyjski rewolucjonista, funkcjonariusz radzieckich organów bezpieczeństwa, kombrig, dyplomata, pełnomocny przedstawiciel (ambasador) ZSRR w Chinach (1937-1939).

## Życiorys
Ukrainiec, skończył szkołę kolejową i 1913-1915 studiował w kolegium nauczycielskim w Czerkasach, później pracował dorywczo w Kijowie. Od 1916 pracownik oddziału Wszechrosyjskiego Związku Ziemstw, rekrutował grupy saperskie na Froncie Rumuńskim, od 1917 adiutant dowódcy rezerwy konnej w Odessie. Za działalność rewolucyjną aresztowany w Odessie, uciekł do Kijowa, od 1918 członek komunizującej partii Ukraińskiej Grupy Rewolucyjnej "borotbistów", był żołnierzem i pracownikiem politycznym w czerwonych oddziałach partyzanckich i Armii Czerwonej. Od 1920 członek RKP(b)/WKP(b), funkcjonariusz Czeki, od 1921 zastępca szefa oddziału ds. walki z bandytyzmem gubernialnej Czeki w Kijowie, później był na kierowniczych stanowiskach w GPU Ukraińskiej SRR. 1929-1931 słuchacz Akademii Wojskowej Armii Czerwonej, od kwietnia 1931 pomocnik szefa wydziału Oddziału Specjalnego OGPU, potem zastępca szefa Oddziału Specjalnego Głównego Zarządu Wojsk Pogranicznych i Wewnętrznych OGPU. 3 listopada 1933 aresztowany pod zarzutem przynależności do "Ukraińskiej Organizacji Wojskowej", 17 lutego 1934 zwolniony "z powodu braku wystarczających dowodów". Od 1934 szef Zarządu Ochrony Wewnętrznej Zarządu NKWD obwodu swierdłowskiego, od 23 grudnia 1935 kombryg, od 23 listopada 1937 pełnomocny przedstawiciel (odpowiednik ambasadora) ZSRR w Chinach. 29 sierpnia 1936 nagrodzony Odznaką "Honorowy Funkcjonariusz Czeki/GPU (XV)". W maju 1939 został wezwany do Moskwy, gdzie osadzono go w areszcie i poddano przesłuchaniom; później został przewieziony do Gruzji pociągiem i w drodze wraz z żoną zamordowany na polecenie Stalina i Berii przez wyższych funkcjonariuszy NKWD - Szalwę Ceretelego, Lwa Włodzimirskiego, Aleksandra Mironowa i Wieniamina Gulsta.